# Sejong-Universität

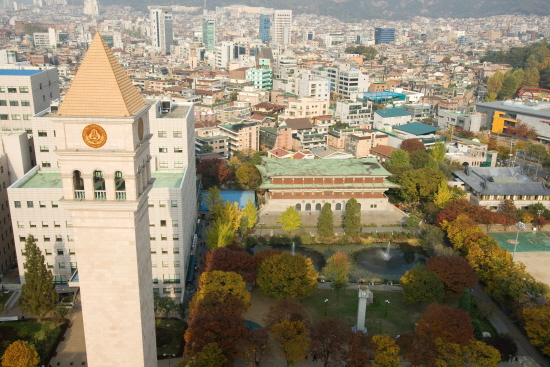
Blick über den Campus

Die Sejong-Universität ist eine private Universität in der südkoreanischen Hauptstadt Seoul. Sie wurde im Jahre 1940 als Gyeongseong Inmun Hagwon (Institut für Geisteswissenschaften Gyeongseong) gestiftet, seit 1948 fanden Vorlesungen statt. Im Jahre 1954 änderte die Universität ihren Namen in Sudo Yeoja Sabeom Daehak (Pädagogische Frauenhochschule Sudo). Seit 1979 werden auch Männer als Studenten aufgenommen. Im selben Jahr änderte die Universität ihren Namen in die heutige Form, benannt nach Sejong dem Großen, dem vierten König der Joseon-Dynastie, der als Vater des koreanischen Alphabets Hangul gilt. Im Jahr 1987 wechselte die Universität ihren Status zur Volluniversität nach koreanischem Hochschulgesetz. Der Campus befindet sich in Gunja-dong, Gwangjin-gu, einem östlichen Teil Seouls.

## Colleges
Die Universität unterteilt sich in die folgenden Colleges:
- College of Liberal Arts
  - Koreanische Sprache und Literatur
  - Englische Sprache und Literatur
  - Japanische Sprache und Literatur
  - Geschichte
  - Pädagogik
  - Asiatische Studien
- College of Social Sciences
  - Wirtschaft und Handel
  - Öffentliche Verwaltung
  - Kommunikationswissenschaften
  - Sinologie
- College of Business Administration
  - Business Administration
- College of Hospitality and Tourism Management
  - Hospitality Management
  - Culinary and Food Service Management
- College of Natural Sciences
  - Mathematik
  - Angewandte Mathematik
  - Physik
  - Astronomie und Raumfahrt
  - Chemie
  - Umwelt und Energie
- College of Food Science and Biotechnology
  - Biotechnologie
  - Ernährungswissenschaft
  - Molekularbiologie
- College of Electronics and Information Engineering
  - Elektronik
  - Information and Communication Engineering
  - Optical Engineering
  - Computer Science and Engineering
  - Digital Contents
- College of Engineering
  - Versorgungstechnik
  - Architektur
  - Civil and Environmental Engineering
  - Geoinformation Engineering
  - Energy and Mineral Resource Engineering
  - Mechanical Engineering
  - Aerospace Engineering
  - Advanced Materials Engineering
  - Nanoscience Technology
- College of Arts and Physical Education
  - Kunst
  - Industriedesign
  - Modedesign
  - Musik
  - Sporterziehung
  - Tanz
  - Cartoon und Animation
  - Filmwissenschaft